# نصرت أباد (تكاب)
نصرت أباد (بالفارسية: نصرت‌آباد) هي قرية تقع في إيران في Takab Rural District. يقدر عدد سكانها بـ 181 نسمة .